# 274. Infanterie-Division (Wehrmacht)
La 274. Infanterie-Division fu una divisione dell'esercito tedesco attiva durante la seconda guerra mondiale che venne creata nel 1943 in Norvegia, dove rimase fino al 1945, quando fu fatta prigioniera dai Britannici.

## Storia
La divisione fu costituita il 1º luglio 1943 in Norvegia come forza di occupazione da membri delle divisioni locali; era una divisione "statica", ovvero non motorizzata. La divisione venne stanziata nell'area di Stavanger, ma non vide combattimenti e dopo la resa tedesca fu fatta prigioniera dalle forze britanniche.

## Ordine di battaglia
- Grenadier-Regiment 862
- Grenadier-Regiment 865
- Artillerie-Regiment 274
- Pionier-Bataillon 274
- Divisions-Nachrichten-Abteilung 274
- Divisions-Nachschubführer 274[1]

## Comandanti
- Generalleutnant Wilhelm Rußwurm (1º giugno 1943 - 27 ottobre 1944)
- Generalleutnant Kurt Weckmann (27 ottobre 1944 - 8 maggio 1945)[1]